# Chipărați
Chipărați este un vechi soi românesc de struguri.